# Carolina Matilde de Saxe-Coburgo-Gota
Carolina Matilde de Saxe-Coburgo-Gota (Carolina Matilde Helena Luísa Augusta Beatriz; Coburgo, 22 de junho de 1912 – Erlangen, 5 de setembro de 1983) foi uma princesa alemã e bisneta da rainha Vitória do Reino Unido.

## Início de vida

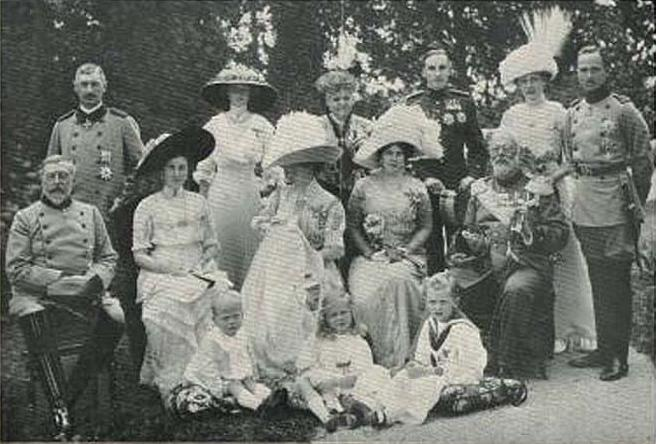
Batismo da Princesa Carolina Matilde em 1912.

A Princesa Carolina Matilde, conhecida na família como Calma, nasceu no Castelo de Callenberg, nas proximidades de Coburgo, em 22 de junho de 1912, sendo a quarta filha, segunda menina, do Duque Carlos Eduardo de Saxe-Coburgo-Gota e sua esposa, Vitória Adelaide de Eslésvico-Holsácia.
Seus avós paternos eram o Príncipe Leopoldo,  Duque de Albany e a Princesa Helena, Duquesa de Albany. Leopoldo era o quarto e último dos filhos varões da Rainha Vitória e do Príncipe Alberto.
Carolina Matilde a irmã mais nova do Príncipe João Leopoldo de Saxe-Coburgo-Gota, da Princesa Sibila de Saxe-Coburgo-Gota (mãe do rei Carlos XVI Gustavo da Suécia), e do Príncipe Umberto de Saxe-Coburgo-Gota. Era também a irmã mais velha do Príncipe «Frederico Josias de Saxe-Coburgo-Gota»
Carolina Matilde alegou ser abusada sexualmente pelo seu próprio pai. A alegação foi suportada por um de seus irmãos.

## Casamento e filhos

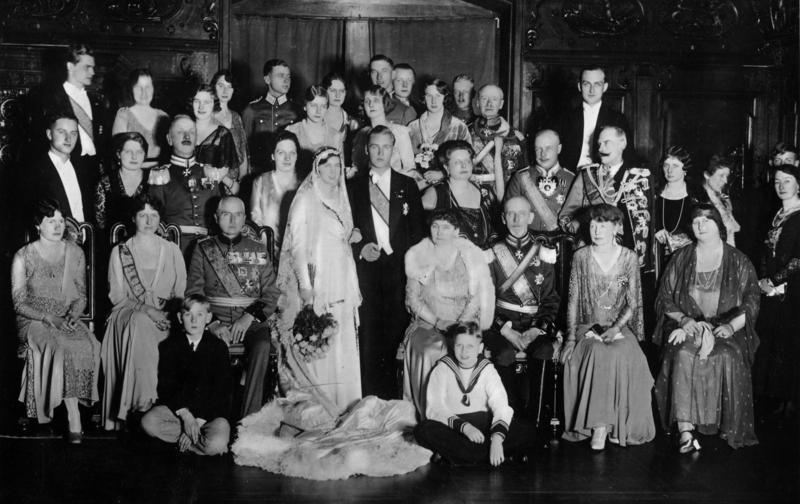
Casamento da Princesa Carolina Matilde e do Conde Frederico Wolfgang Oto de Castell-Rüdenhausen no Palácio de Greinburg em 1931.

A Princesa Carolina contraiu matrimônio três vezes; Pela primeira vez, em 14 de dezembro de 1931, casou-se com o Conde Federico Wolfgang Oto de Castell-Rüdenhausen (27 de junho de 1906 - 11 de junho de 1940). Em 2 de maio de 1938 em Berlim, Carolina e Frederico se divorciaram. O controverso divórcio e foi um escândalo. Frederico morreu em combate durante a Segunda Guerra Mundial voando sobre a Inglaterra. Ele tiveram três filhos:
- Conde Bertram Friedrich de Castell-Rüdenhausen (12 de julho de 1932), casou-se com Felicita von Auersperg em 10 de outubro de 1954 e tiveram dois filhos
- Conde Conradin Friedrich de Castell-Rüdenhausen (10 de outubro de 1933 - 1 de outubro de 2011), casou-se com Marta Catharina Lonegren em 6 de julho de 1961. Tiveram dois filhos.
- Condessa Viktoria Adelheid de Castell-Rüdenhausen (26 de fevereiro de 1935), casou-se com Sir John Miles Huntington-Whiteley, 4.º Baronete em 20 de junho de 1960 e tiveram três filhos.

Pela segunda vez em 22 de junho de 1938 contraiu matrimônio com o aviador Max Schnirring (20 de maio de 1895 - 7 de julho de 1944). Também murto em um acidente aéreo. Tiveram três filhos:
- Calma Barbara Schnirring (18 de novembro de 1938), casou-se com Richard Darrell Berger em 5 de julho de 1961 e tiveram seis filhos. Votou a casar-se com James Cook em 15 de maio de 1976 e adoptaram uma filha.
- Dagmar Schnirring (22 de novembro de 1940), casou-se com Heinrich Walz em 26 de fevereiro de 1964 e se divorciaram em 1989. Votou a casar-se com Eberhard Schäl. Com seu primeiro marido teve duas filhas.
- Peter Michael Schnirring (4 de janeiro de 1943 - 10 de fevereiro de 1966)

Pela terceira vez, em 23 de dezembro de 1946, contraiu matrimônio com Karl Otto Andree (10 de fevereiro de 1912 – 1984). Se divorciaram em 10 de outubro de 1949.

## Títulos e estilos
- 22 de junho de 1912 - 28 de março de 1919: Sua Alteza Princesa Carolina Matilde de Saxe-Coburgo-Gota, Princesa do Reino Unido
- 28 de março de 1919 - 14 de dezembro de 1931: Sua Alteza Princesa Carolina Matilde de Saxe-Coburgo-Gota
- 14 de dezembro de 1931 - 2 de maio de 1938: Sua Alteza Princesa Carolina Matilde, Condessa de Castell-Rüdenhausen
- 2 de maio de 1938 - 5 de setembro de 1983: Sua Alteza Princesa Carolina Matilde de Saxe-Coburgo-Gota